# Chiesa di Sant'Andrea Apostolo (Miane)
La chiesa di Sant'Andrea Apostolo è un luogo di culto cattolico di Campea, frazione di Miane, in provincia di Treviso e diocesi di Vittorio Veneto; fa parte della forania della Vallata ed è filiale della parrocchiale di Miane.

## Storia e descrizione
Di origini antichissime, l'attuale costruzione è del 1770, mentre l'ultima consacrazione, officiata dal vescovo Manfredo Giovanni Battista Bellati, risale al 18 ottobre 1863. È stata restaurata negli anni 1990.
Degno di nota il ciborio ligneo dell'altare maggiore, il cui autore potrebbe essere allievo del Brustolon o dei Ghirlanduzzi. Si citano poi il tabernacolo, proveniente dalla chiesa dei Santi Rocco e Domenico di Conegliano, e le pale attribuite ad Antonio Dal Gobbo; vanno segnalate anche un'opera pittorica di Giovanni Zanzotto e un busto in gesso di Marco Casagrande raffigurante il vescovo Bellati. L'organo positivo, a 19 canne, è un esemplare settecentesco di scuola napoletana.